# Европейска прокуратура
Европейската прокуратура (на английски: European Public Prosecutor's Office, EPPO) е орган на Европейския съюз, провеждащ разследвания и наказателни преследвания, засягащи бюджета на ЕС. Основна цел на този орган е борбата с измамите, свързани с финансите на съюза, в които държавите членки губят не по-малко от 50 милиарда евро годишно само от трансгранични измами с ДДС, а злоупотребите със структурни фондове през 2015 година са достигали близо 650 милиона евро.
Структурата се ръководи от европейски главен прокурор – на който пост първа е избрана и одобрена румънската юристка Лаура Кьовеши – и също включва колегия от прокурори, европейски делегирани прокурори и постоянни камари.
Европейската прокуратура към септември 2019 година е в процес на създаване, и се очаква да поеме ефективно функциите си до края на 2020 година.